# Nowy Duninów
Nowy Duninów  ist ein Dorf und Sitz der gleichnamigen Gemeinde im Powiat Płocki der Woiwodschaft Masowien, Polen.

## Gemeinde
Zur Landgemeinde Nowy Duninów gehören folgende Ortschaften mit einem Schulzenamt:
Brwilno
Brwilno Dolne-Soczewka
Duninów Duży
Dzierzązna
Kamion-Grodziska
Karolewo-Nowa Wieś
Lipianki
Nowy Duninów
Popłacin
Stary Duninów
Środoń-Brzezinna Góra
Trzcianno-Jeżewo
Wola Brwileńska